# Projektgesellschaft
Eine Projektgesellschaft ist ein Unternehmen, das als Zweckgesellschaft das Projektmanagement für ein zeitlich befristetes Projekt übernimmt. 

## Allgemeines
Ein Projekt ist eine singuläre, zeitlich begrenzte und komplexe Aufgabe. Man unterscheidet bezüglich des Grades der Verselbstständigung folgende Formen der Projektorganisation: Linienprojektorganisation, Stablinienprojektorganisation, Matrixprojektorganisation, reine Projektorganisation und Projektgesellschaft. Letztere stellt den höchsten Grad an Verselbständigung dar. Die Projektgesellschaft ist im Gegensatz zur reinen Projektorganisation, die lediglich als Organisationseinheit fungiert, zusätzlich noch rechtlich selbständig. Sie stellt somit ein eigenes Unternehmen dar, das nur für das Projekt geschaffen wurde. Im Gegensatz zu üblichen Wirtschaftsunternehmen hat die Projektgesellschaft einen auf das Projekt begrenzten Betriebszweck und ist meist zeitlich befristet tätig.

## Merkmale
Das Projekt ist in der Regel von sehr großem Umfang, von langer Dauer und von sehr großer Komplexität. Folglich ist es daher manchmal ratsam, die Projektaufgabe aus der Primärorganisation auszugliedern und sie organisatorisch zu verselbständigen. Die interne Organisationsstruktur der Projektgesellschaft kann so wie bei jedem anderen Unternehmen gestaltet sein. Mit zunehmender Projektgröße teilt man das Gesamtvorhaben in Subprojekte, eine Projekthierarchie bestehend aus Gesamtprojektleiter und Subprojektleiter wird errichtet.
Der Projektleiter, der oft gleichzeitig Unternehmensleiter ist, besitzt die vollständige Weisungs- und Leitungsbefugnis. Die Mitarbeiter unterstehen ihm in direkter Linie, d. h. Weisungen erhalten sie ausschließlich von ihm. Die Mitglieder des Projektteams werden eigens für dieses Projekt eingestellt. Sofern sich die Projektgesellschaft nicht neuer, zunächst nicht vorgesehener Aufgaben annimmt, werden sie nach Auflösung der Projektgesellschaft wieder entlassen.
Für ein besseres Verständnis ist es von Bedeutung, auf die Gründe für die rechtliche Verselbständigung (die Zielstruktur des Projektes, die Singularität (Risiko) der Projektaufgabe, die Komplexität der Projektaufgabe und Zahl der Projektträger und die Projektfinanzierung) näher einzugehen.
Die rechtliche Verselbstständigung eines Projektes ist stets dann zu erwägen, wenn die Ziele des Projekts mit den Zielen der Basisorganisation in Konflikt stehen (projektexterne Zielkonflikte), zum Beispiel wenn die Basisorganisation dem Prinzip der Sparsamkeit unterworfen ist, während die Projektentscheidungen ein Abwägen von Input und Output im Sinne des Wirtschaftlichkeitsprinzips verlangen. Da Unternehmens- und Projektziel identisch sind, kann das Problem eines projektexternen Zielkonfliktes nicht aufkommen. Hervorzuheben ist, dass bei einem internen Zielkonflikt (zwischen Leistungs-, Kosten- und Terminziel) davon abgesehen werden kann, eine Projektgesellschaft zu gründen, da konfliktreduzierende Eingriffe in rechtlich autonome Institutionen schwierig sind.
Bei der Entscheidung zur Gründung einer Projektgesellschaft spielt vor allem das Aufgabenmerkmal „Singularität“ eine große Rolle. Da Projektaufgaben innovativ beziehungsweise unter exzeptionellen Bedingungen gelöst werden müssen, wohnt ihnen ein wesentlich höheres Risiko als Routineaufgaben inne. Die rechtliche Verselbständigung mindert die Gefahr, dass Misserfolge den Bestand der Basisorganisation gefährden, z. B. durch monetäre Verluste oder Image- und Prestigeverluste.
Aufgrund der hohen Komplexität der Projektaufgaben und dem Zwang zur Suche nach interdisziplinären Lösungen, ist es notwendig, mehrere Projektträger (Unternehmen) einzuschalten. Da es nicht mehr möglich ist, das Projekt innerhalb einer Basisorganisation oder einer in ein Unternehmen eingegliederten Projektorganisation abzuwickeln, wird eine eigenständige Projektgesellschaft gegründet. Die gemeinsame Durchführung von Projekten durch mehrere Unternehmen wird meist aus Kapazitäts- oder Risikoteilungsgründen gewählt. Bei Projektgesellschaften mit mehreren Projektträgern spricht man von interorganisationalem Projektmanagement. Beispiele dafür sind Arbeitsgemeinschaften und Konsortien (rechtlich selbständige Gesellschaften, die in der Regel die Rechtsform einer Gesellschaft des bürgerlichen Rechts aufweisen) und die Generalunternehmerschaft. Der Auftraggeber schließt mit einem Generalunternehmer einen Vertrag zur Ausführung des gesamten Projektes ab. Der Generalunternehmer hat die Projektleitung und -verantwortung inne. Er schließt mit sogenannten Subunternehmern Verträge über die Erfüllung von Teilaufgaben des Projektes ab.
Unter einer Projektfinanzierung ist die Finanzierung eines sich selbst tragenden Projektes zu verstehen, d. h. der Kreditgeber soll aus dem sich ergebenden Cash Flow eines Projektes bedient werden. Im Vergleich zur traditionellen Kreditfinanzierung bildet das zukünftige Gewinnpotential des Projektes den Schwerpunkt der Kreditwürdigkeitsprüfung (ein Globalrisiko aller Projektträger). Projektfinanzierung findet beispielsweise bei Verkehrsprojekten, Errichtung von Kraftwerken, Raffinerien, Hotelkomplexen etc. Anwendung. Sie erfordert die Gründung einer eigenständigen Gesellschaft. In der Regel wählt man die Rechtsform einer Kapitalgesellschaft, an die die Projektkredite ausgezahlt werden und die als Schuldner gegenüber den Kreditinstituten auftritt. Eine Projektfinanzierung bedingt die Verteilung der projektspezifischen Risiken auf die Projektträger und die Kreditgeber.

## Wahl der Rechtsform
Da die Wahl der Rechtsform einer Projektgesellschaft eine konstitutive Entscheidung darstellt, sprich zu den Entscheidungen zählt, die anderen Entscheidungsprozessen (operative Entscheidungen) vorgelagert und nur einmal oder selten zu fällen sind, muss ihr besondere Bedeutung beigemessen werden. Sie ist eine wichtige Determinante für den Projekterfolg.
Es bieten sich die Rechtsformen Gesellschaft des bürgerlichen Rechts (GbR), Personengesellschaft (OHG oder KG) oder Kapitalgesellschaft (GmbH oder AG) an. In der Praxis wird eher die Kapitalgesellschaft mit beschränkter Haftung gewählt.

## Vorteile

### Vorteile der organisatorischen Verselbständigung
Die Mitarbeiter sind für die Projektgesellschaft überwiegend vollzeitig tätig. Sie sind nur mit der Aufgabenbewältigung im Rahmen des Projektes beschäftigt. Eine Doppelbeschäftigung in Primär- und Sekundärorganisation (Projektorganisation) ist nicht günstig. Da sie nicht zusätzlich in andere Aufgaben eingebunden sind, kann ein optimaler Personaleinsatz gewährleistet werden. Des Weiteren sind Kompetenzen und Verantwortung klar geregelt. Die Zusammenarbeit der Mitarbeiter funktioniert daher in der Regel gut. Wenn der Projektleiter gleichzeitig Unternehmensleiter ist, kommt es zu keinen Kompetenzkonflikten bezüglich der Weisungs- und Leitungsbefugnis.

### Vorteile der rechtlichen Verselbständigung
Durch kleinere Unternehmenseinheiten und offene, weniger formalisierte Kommunikationsstrukturen kommt es zur Verkürzung der Informations- und Entscheidungswege. Die rechtliche Verselbständigung erhöht die Kooperationsfähigkeit und eine selbständige Projektfinanzierung (Kapitalbeschaffung über den Markt) wird sichergestellt. Jegliche Risiken können von der/den Basisorganisation/en auf die Projektgesellschaft übertragen werden.

## Nachteile
Aufgrund der Tatsache, dass die Projektgesellschaft nach Projektende aufgelöst wird, versuchen die Mitarbeiter, um nicht allzu rasch entlassen zu werden, die Projektzeit zu verlängern. Es besteht die Gefahr, dass bei einer rechtlichen Verselbständigung die Tendenz der Projekte zum „Eigenleben“ zusätzlich verstärkt wird; die Gefahr der Selbstzweck-Organisation erhöht sich. Des Weiteren ergibt sich durch die projektaufgabenspezifische Errichtung der Organisationsstruktur eine Unflexibilität gegenüber Änderungen der Aufgabenstruktur. Da bei der Projektgesellschaft keine nicht projektbezogenen Aufgaben anfallen, ist es schwer, Personalbelastungsspitzen auszugleichen.

## Anwendungsbereiche
Die Organisationsform Projektgesellschaft findet vor allem bei Großprojekten Anwendung. Beispielsweise wurde die Olympia Baugesellschaft mbH im Rahmen der Veranstaltung „Olympische Sommerspiele 1972“ in München oder die Expo AG zur Vorbereitung und Durchführung der Weltausstellung Wien-Budapest 1995 gegründet.  